# Ниво-Трудовский сельский совет
Ниво-Трудовский сельский совет (укр. Ниво-Трудівська сільська рада) — входит в состав
Апостоловского района
Днепропетровской области
Украины.
Административный центр сельского совета находится в
с. Нива Трудовая.

## Населённые пункты совета
- с. Зоряное
- с. Нива Трудовая
- с. Садовое
- с. Солдатское